# نجيب بك ملحمة
نجيب بك ملحمة هو صحفي ودبلوماسي ماروني لبناني خدم الدولة العثمانية وكان سفيرًا لها في بلغاريا في أواخر القرن التاسع عشر.
كان نجيب ملحمة يمتلك جريدة «البصيرة» ويكتب فيها، وقد لفتت كتاباته أنظار الدوائر الرسمية العثمانية، فرقته الدولة العثمانية وجعلته مندوبًا ساميًا لها في بلغاريا، ثم حصل لاحقًا على رتبة «بالا» الرفيعة.